# Franc Hočevar
Franz Josef Hočevar (em esloveno:  Franc Jože Hočevar) (Metlika, 10 de outubro de 1853 — Graz, 19 de junho de 1919) foi um matemático austro-esloveno.
Foi palestrante convidado do Congresso Internacional de Matemáticos em Heidelberg (1904: Über die Bestimmung der linearen Teiler einer algebraischen Form).